# Cyryl I (arcybiskup Cypru)
Cyryl – zwierzchnik Cypryjskiego Kościoła Prawosławnego w latach 1849–1854.

## Życiorys
Urząd arcybiskupa Nowej Justyniany i całego Cypru objął po śmierci arcybiskupa Joannicjusza.
W czasie wojny krymskiej, w 1854, w Atenach opublikowano ulotkę wzywającą Greków cypryjskich do zbrojnego wystąpienia antytureckiego. W obawie przed wybuchem rewolty władze tureckie na wyspie zainicjowały nową falę represji przeciwko ludności prawosławnej. Cyryl I, jako etnarcha, w imieniu Greków apelował wówczas o ich złagodzenie.